# Trevor Stewart (Leichtathlet)
Trevor Stewart (* 20. Mai 1997 in Lorton, Virginia) ist ein US-amerikanischer Leichtathlet, der sich auf den Sprint spezialisiert hat. Seinen größten sportlichen Erfolg feierte er im Jahr 2021 mit dem Gewinn der Goldmedaille mit der US-amerikanischen 4-mal-400-Meter-Staffel bei den Olympischen Sommerspielen in Tokio und gewann dort auch die Bronzemedaille in der Mixed-Staffel.

## Sportliche Laufbahn
Trevor Stewart studierte an der North Carolina Agricultural and Technical State University und siegte 2019 in 45,01 s im 400-Meter-Lauf bei den U23-NACAC-Meisterschaften in Santiago de Querétaro. 2021 wurde er bei den US Olympics Trials Vierter über 400 Meter und verpasste damit eine Teilnahme im Einzelbewerb. In der 4-mal-400-Meter-Staffel kam er aber im Vorlauf zum Einsatz und trug damit zum Gewinn der Goldmedaille durch die US-amerikanische Mannschaft bei. Zudem startete er auch in der Mixed-Staffel über 4-mal 400 Meter und gewann dort in 3:10,22 min im Finale gemeinsam mit Kendall Ellis, Kaylin Whitney und Vernon Norwood die Bronzemedaille hinter den Teams aus Polen und der Dominikanischen Republik.

## Persönliche Bestzeiten
- 200 Meter: 20,27 s (+2,0 m/s), 2. Mai 2019 in Greensboro
  - 200 Meter (Halle): 21,01 s, 2. Februar 2019 in Columbia
- 400 Meter: 44,25 s, 7. Juni 2019 in Austin
  - 400 Meter (Halle): 45,55 s, 12. Februar 2021 in Clemson